# The Next Step Is Love
"The Next Step Is Love" ("El siguiente paso es el amor") es una canción compuesta por Paul Evans y Paul Parnes grabada por primera vez por Elvis Presley que la popularizó durante sus shows en vivo en Las Vegas en 1970 y que fuera editada como disco sencillo ese mismo año, con el tema "I've Lost You" en el lado A.  Ambas canciones a su vez convinieron en el exitoso álbum That's The Way It Is.
"The Next Step Is Love" entró en varias listas de éxitos  y el disco simple editado en 1970 se convirtió en un disco de oro y el álbum "That's The Way It Is" alcanzó la categoría de disco de platino con ventas superiores a 1 millón de copias, certificados por la RIAA.

## Grabación
La grabación del tema "The Next Step Is Love" se llevó a cabo en el legendario estudio B de la RCA en Nashville, Tennessee, donde Elvis contó con la participación de James Burton, uno de los músicos con los que había comenzado a realizar su nueva serie de shows en vivo en Las Vegas y que lo acompañaría en sus próximas giras y durante el resto de su carrera. La incorporación de una nuevos músicos de sesión con los cuales podía trabajar en estudio, le brindó a Elvis una importante dosis de nuevas expectativas y frescura que se sumaron a las mejoras estructurales que había realizado el estudio B de la RCA lo cual resultó en un incremento de la calidad de sonido en las grabaciones. 
Los contratos cinematográficos habían finalizado y Elvis se encontraba una vez más en las listas, por lo que la maratoniana sesión de grabación que produjo la canción, tuvo lugar en la primera semana de junio de 1970, con la idea de tener listo un disco sencillo para ser lanzado al mercado al mes siguiente. 
Los nuevos parámetros de grabación que se habían comenzado a dar a partir de ese año, consistían en una vuelta de página con respecto a lo que Elvis había venido haciendo desde el comienzo de su carrera, donde lo brillante de sus grabaciones residían en las primeras tomas cargadas de energía o dinamismo. En este nuevo concepto, temas como "The Next Step Is Love" motivaban a Elvis a incorporarle una gran cantidad de arreglos musicales que si bien enriquecían al tema en complejidad e instrumentación, la meticulosidad de toda esa elaboración hacía a su vez que se perdiera algo de la energía primordial y frescura que radicaba en el estar haciendo canciones nuevas, aunque en puntualmente esto no se note en el resultado final de "The Next Step Is Love" 

## Letra
A diferencia del tema "I've Lost You" que habla sobre una separación, en el caso de "The Next Step Is Love" se trata de una temática completamente opuesta donde Elvis interpreta la canción con energía y brillantez a través de una letra repleta de optimismo. "Yesterday has slipped away and the sun is welcoming the evening shadows of a perfect day and the next step is love" ("El ayer se escapó y el sol le da las bienvenidas a las sombras de la tarde de un día perfecto y el paso siguiente es el amor") 

## Músicos
- Elvis Presley – voz, guitarra
- James Burton – guitarra
- Chip Young – guitarra rítmica
- David Briggs – piano, órgano
- Norbert Putnam – bajo
- Jerry Carrigan – batería
- Charlie McCoy – órgano, armónica
- Farrell Morris – percusión, vibráfono
- Weldon Myrick – pedal steel guitar
- The Jordanaires – coros
- The Imperials – coros

## Diseño de portada
A diferencia de la gran mayoría de la discografía de Elvis, el arte de portada del sencillo en el que se editó "The Next Step Is Love" no tuvo una imagen de Elvis Presley sino un diseño que consistía en un fondo claro con el nombre de Elvis formado por pequeños círculos de colores como si fuesen luces de neón con los nombres de los temas debajo en letras negras con gruesos encuadres rectangulares individuales en color rojo. 

## Listas
| Listas (1970)        | Posición alcanzada |
| -------------------- | ------------------ |
| Australia Goset      | 9                  |
| Record World         | 14                 |
| US Billboard Hot 100 | 32                 |

## En la cultura popular
Parte de los ensayos de la canción en estudio pueden verse en la película documental de MGM "Elvis That's The Way It Is". Asimismo existen fragmentos de esas mismas filmaciones en las que Presley interpreta la canción en vivo en los shows brindados en el hotel Hilton de Las Vegas en sus presentaciones de 1970. 